# 苏士成
苏士成（1983年5月—），中國共產黨黨員，国家杰出青年科学基金获得者，国家长江青年学者，中山大学乳腺癌研究中心主任、中山大学孙逸仙纪念医院乳腺肿瘤中心副主任、中山医学院免疫教研室副主任、研究员、主任医师、博士生导师。主要研究方向为肿瘤免疫。

## 争议
2017年，中国科学院宋尔卫院士的儿子Song Shijian在期刊Cancer Research上以作者身份发表论文，引发自媒体与网友热议。苏士成是该文章的通讯作者。
2023年11月7日，有消息称中山二院乳腺外科团队疑受实验环境和试剂影响致多人患癌。苏士成回复:“完全是造谣，完全是造谣，完全是造谣。我们医院稍后会有公告。”当日，每日经济新闻上游新闻记者联系广东中山大学孙逸仙纪念医院党委办公室。工作人员回复称，他们已经关注到此事，经核实，相关信息不实。关于此事，正在进一步调查处理，后续将公开发布。同时记者在官网发现苏士成正常坐诊。2023年11月8日，中山大学孙逸仙纪念医院官方发布情况说明 （页面存档备份，存于），证实近年在乳腺肿瘤中心实验室工作、学习过的人员中有3名罹患癌症，但否认其为实验室在读学生。随后齐鲁晚报发布报道，称其中一位患癌者黄某妹妹确认了黄某患上胰腺癌的病情和被苏姓导师踢出群聊的情况属实。
2023年11月9日，《第一财经》实探报道，网上信息称黄某等人所在的上述实验室已经在11月8日拆除。中山大学孙逸仙纪念医院党委办相关工作人员接受调查时表示，中山大学方面早就安排了消防检查，只是恰巧碰上“这个事”，在外界看来可能就会将这个早已安排了的检查与此次事件形成联想，但其实是一种“偶然性”。记者实探发现，宋尔卫院士（苏士成导师）所在的实验室的门牌上宋尔卫的名字已被摘除。